# Пйотр Лісек
Пйотр Лісек (пол. Piotr Lisek) (нар. 16 серпня 1992) — польський легкоатлет, що спеціалізується на стрибках з жердиною, багаторазовий призер чемпіонатів світу та Європи.

## Виступи на основних міжнародних змаганнях
| Рік  | Змагання                      | Місто          | Місце | Примітки |
| ---- | ----------------------------- | -------------- | ----- | -------- |
| 2013 | Чемпіонат Європи в приміщенні | Гетеборг       | кв12  | 5,50     |
| 2013 | Чемпіонат Європи серед молоді | Тампере        | кв17  | 5,20     |
| 2014 | Чемпіонат Європи              | Цюрих          | 6     | 5,65     |
| 2015 | Чемпіонат Європи в приміщенні | Прага          | 3     | 5,85     |
| 2015 | Чемпіонат світу               | Пекін          | 3     | 5,80     |
| 2016 | Чемпіонат світу в приміщенні  | Портленд       | 3     | 5,75     |
| 2016 | Чемпіонат Європи              | Амстердам      | 4     | 5,50     |
| 2016 | Олімпійські ігри              | Ріо-де-Жанейро | 4     | 5,75     |
| 2017 | Чемпіонат Європи в приміщенні | Белград        | 1     | 5,85     |
| 2017 | Чемпіонат світу               | Лондон         | 2     | 5,89     |
| 2018 | Чемпіонат світу в приміщенні  | Бірмінгем      | 3     | 5,85     |
| 2018 | Чемпіонат Європи              | Берлін         | 4     | 5,90     |
| 2019 | Чемпіонат Європи в приміщенні | Глазго         | 1     | 5,85     |
| 2019 | Чемпіонат світу               | Доха           | 3     | 5,87     |
| 2021 | Чемпіонат Європи в приміщенні | Торунь         | 3     | 5,80     |